# ISH Car Company
ISH Car Company Limited war ein britischer Hersteller von Automobilen.

## Unternehmensgeschichte
John Bowness, der zuvor für Triumph tätig war, gründete am 2. Februar 1999 das Unternehmen. Der Firmensitz befand sich zunächst in Cardiff in Wales und ab dem 5. März 1999 in Bath. Andere Quellen nennen Radstock in der Grafschaft Somerset sowie 1998 als Gründungsjahr. Er begann mit der Produktion von Automobilen und Kits. Der Markenname lautete ISH. 2000 endete die Produktion. Insgesamt entstanden etwa 25 Exemplare. Am 9. November 2001 wurde das Unternehmen aufgelöst.

## Fahrzeuge
Das einzige Modell war der 355. Es war eine Nachbildung des Ferrari F 355. Die Basis bildete der Pontiac Fiero.